# Isolínea

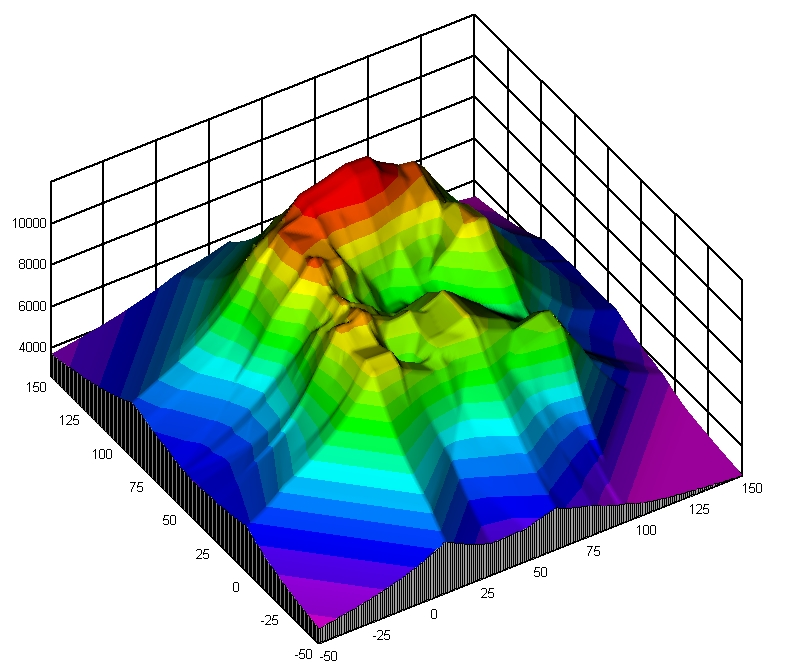
Una superficie tridimensional, cuyo gráfico de curvas de nivel se muestra en la imagen inferior.

Gráfico de las curvas de nivel bidimensionales de la superficie tridimensional de la imagen superior.

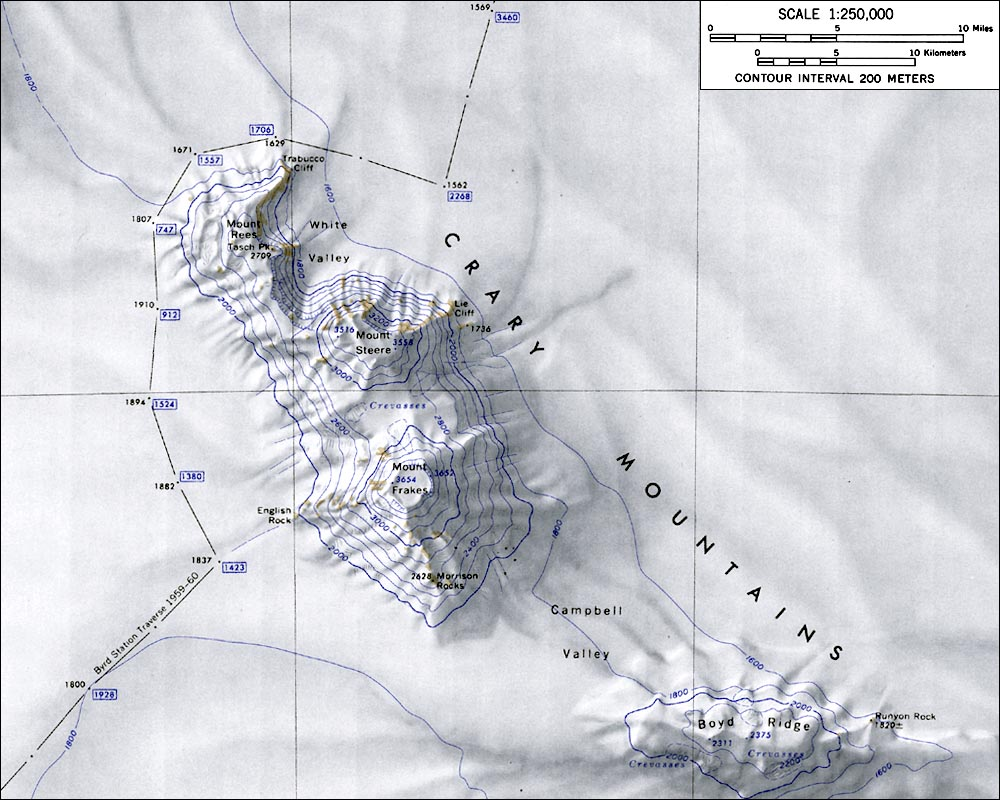
Curvas de nivel en una zona de montaña.

La isoterma de 10 °C de media en julio, marcada por la línea roja, se utiliza para definir la frontera del Ártico

Una isolínea (también llamada, isopleta, curva de nivel, isógrama o isaritma), para una función de varias variables, es una curva que conecta los puntos en que la función tiene un mismo valor constante. 
Las isolíneas que se representan en un mapa son líneas rectas, curvas o una mezcla de ambas, que describen en un mapa la intersección de una superficie real o hipotética con uno o más planos horizontales. La configuración de estos contornos permite a los lectores del mapa inferir el gradiente relativo de la variable o parámetro y estimar un valor en un lugar determinado. Las curvas de nivel pueden trazarse sobre un modelo tridimensional visible de la superficie, como cuando un fotogrametrista que observa un modelo estereoscópico traza curvas de nivel de elevación, o interpolarse a partir de las elevaciones estimadas de la superficie, como cuando un programa informático enhebra curvas de nivel a través de una red de puntos de observación de centroides de área. En este último caso, el método de interpolación afecta a la fiabilidad de las isolíneas individuales y a su representación de la pendiente, las fosas y los picos.
El gradiente de la función es siempre perpendicular a la isolínea. Cuando las líneas están muy cerca, la longitud del gradiente es grande: la variación es acentuada. Si las isolíneas adyacentes tienen el mismo grosor de línea, la dirección del gradiente no puede determinarse y por ello se emplean diferentes grosores o se rotulan o etiquetan numéricamente: de este modo la dirección del gradiente puede ser fácilmente apreciada.
El uso más habitual de las isolíneas es en cartografía y en meteorología. Un mapa topográfico (o mapa de curvas de nivel) utiliza isolíneas que unen puntos de igual altitud y muestra, así, la forma de los valles y las colinas, y la pendiente de las laderas. En meteorología, es usual mostrar curvas de igual presión atmosférica llamadas isobaras.

## Historia
La idea de utilizar líneas que unen puntos de igual valor fue redescubierta en varias ocasiones a lo largo de la historia. La isóbata (isolínea de profundidad) más antigua conocida se encuentra en un mapa de 1584 del río Spaarne, cerca de Haarlem, obra del agrimensor holandés Pieter Bruinsz. En 1701, Edmond Halley utilizó líneas isógonas en un gráfico que recogía la variación magnética en todo el mundo. En 1727, el ingeniero holandés Nicholas Cruquius dibujó el fondo del río Merwede con líneas de igual profundidad (isóbatas), en intervalos de 1 braza; y en 1737, Philippe Buache, utilizó un intervalo de 10 brazas para elaborar un mapa del Canal de la Mancha que fue publicado en 1752. 
El uso de estas líneas (la curva de nivel) para describir la superficie de la tierra fue estudiado teóricamente por Ducarla en 1771, y Charles Hutton lo utilizó en el cálculo del volumen de una colina en 1777. En 1791, J. L. Dupain-Triel realizó un mapa de Francia, en que reflejó las curvas de nivel cada 20 metros de intervalo. En 1801, el también francés y jefe del Cuerpo de Ingenieros, Haxo, utilizó la línea de nivel a mayor escala, 1:500 en una planta para su proyecto para la Rocca de Aufo.
En torno a 1843, cuando en Gran Bretaña e Irlanda la Ordnance Survey comenzó a recoger en sus mapas con regularidad las líneas de nivel, estas ya eran usadas con generalidad en los países europeos. Las isóbatas no se generalizaron en las cartas náuticas hasta que fueron publicadas en 1834 las de Rusia y en 1838 las de Gran Bretaña.
Cuando los mapas con curvas de nivel o isolíneas se hicieron habituales, la idea de utilizar este tipo de representación se propagó a todo tipo de aplicaciones. Tal vez los de más reciente desarrollo son los mapas de curvas de calidad del aire y contaminación acústica, que aparecieron por primera vez en los EE. UU., aproximadamente hacia 1970, en gran parte como resultado de la legislación nacional que requería la delimitación espacial de esos parámetros.

Ejemplo de isobaras en un mapa del tiempo, en este caso sobre las islas británicas y parte del Norte de Europa continental.

## Tipos de isolíneas
A algunas isolíneas se les suele dar un nombre específico, que comienza por el prefijo «iso» (del griego ισος (isos), que significa igual) según la naturaleza de la variable que se mantiene constante, aunque en muchos campos se habla simplemente de curvas de nivel: la isotermas es una línea de temperatura constante; la isobara' es una línea de presión constante; y la isógona es una línea a lo largo de la cual un ángulo se mantiene constante (del griego iso-gonios = ángulos iguales).
El prefijo «iso» puede sustituirse por «isalo» para especificar una línea que une puntos en los que una variable cambia al mismo ritmo durante un período determinado.
El uso de nombres específicos está muy extendido en Meteorología, en que se usan en un mismo mapa o diagrama (generalmente, isobaras e isotermas) para presentar una imagen de los principales factores que afectan al tiempo. Las isolíneas empleadas en Meteorológica se basan en la generalización de los datos recibidos desde la estación meteorológica. Las estaciones rara vez se colocan exactamente en una isolínea (cuando lo están, indica una medición precisa igual al valor de la isolínea). En lugar de ello, las líneas son dibujadas con la mejor aproximación de los valores exactos, basados en la dispersión de la información disponible. Los mapas del tiempo pueden presentar datos recogidos, como la presión de aire en un momento dado, o una extrapolación de esos datos, como la presión media durante un período, o los pronósticos de tiempo, como la predicción de la presión de aire en algún momento futuro.
| Disciplina                  | Imagen  | Nombre                        | Magnitud constante                           | Etimología                                       | Notas |
| Geografía física            |         | Isohipsa o curvas de nivel.   | Altura                                       |                                                  | Altura sobre cualquier nivel de referencia (isohypsa) y si es sobre el nivel del mar, curvas de nivel. Es el método cartográfico más común para representar la altitud. A partir de las curvas, un sentido general del terreno puede ser determinado. Se utilizan en una variedad de escalas, desde la ingeniería a gran escala a los dibujos y planos de arquitectura, pasando por mapas topográficos hasta los mapas a escala continental. |
| Geografía física            |         | Isobasa                       | Elevación o descenso en una masa continental |                                                  | Línea que une los puntos que han sufrido una misma elevación o descenso en una masa continental. |
| Geografía física            |         | Isópaco                       | Espesor                                      |                                                  | Línea que une los puntos de igual espesor de un estrato respecto a la superficie de un estrato tope. |
| Oceanografía                |         | Isóbata o curva batimétrica   | Profundidad marina                           |                                                  | Línea que une los puntos de igual profundidad de un estrato respecto al nivel del marTambién con respecto a un nivel de agua: ríos, lagos, presas, etc. Es el método más común en cartografía marina, mapas batimétricos. |
| Oceanografía                |         | Isobatiterma                  | Profundidad de agua con igual temperatura    |                                                  | |
| Oceanografía                |         | Isohalina                     | Salinidad                                    |                                                  | |
| Meteorología/ Termodinámica |         | Isobara                       | Presión atmosférica                          | βαρος o baros = pesos.                           | La presión barométrica muestra la presión a nivel del mar, no las presiones en superficie. El mapa de isobaras es usado habitualmente en las noticias del tiempo en televisión. Las isalobaras o isalóbaras son líneas que unen puntos de igual cambio de presión durante un intervalo de tiempo específico. Estas pueden dividirse en analobaras, líneas que unen puntos de igual aumento de presión durante un intervalo de tiempo específico, y catalobaras, líneas que unen puntos de igual disminución de presión. En general, los sistemas meteorológicos se mueven a lo largo de un eje que une los centros isoalobáricos altos y bajos. Los gradientes isoalobáricos son componentes importantes del viento ya que aumentan o disminuyen el viento geostrófico. |
| Meteorología/ Termodinámica |         | Isoterma                      | Temperatura                                  | θερμη o thermē = calor.                          | En general, las isotermas se representan cada 5 °C (o 10 °F), pero cualquier otro intervalo puede ser elegido dependiendo del análisis. Las líneas que unen puntos cuya variación de temperatura ha sido la misma para un periodo determinado se llaman isalotermas. |
| Meteorología/ Termodinámica |         | Isocora                       | Volumen                                      | -                                                | Es utilizada junto con isobaras e isotermas para diagramar ciclos de motor, como el ciclo de Carnot |
| Climatología                |         | Isóstera                      | Densidad atmosférica                         | -                                                | - |
| Climatología                |         | Termoisopleta                 | Temperatura                                  |                                                  | Línea de temperaturas iguales sobre ejes de coordenadas 24 horas versus 365 días del año |
| Climatología                |         | Isogeoterma                   | Temperatura media anual                      |                                                  | |
| Climatología                |         | Isoquimena o isoquímena       | Temperatura media de invierno                |                                                  | |
| Climatología                |         | Isóstera                      | Temperatura media de verano                  |                                                  | |
| Climatología                |         | Isodrosoterma                 | Punto de rocío                               | δροσος o drosos = rocío. y Θερμη o therme=calor. | |
| Climatología                |         | Isóhuma                       | Humedad relativa                             |                                                  | |
| Climatología                |         | Isocinética (a veces isotaca) | Velocidad del viento                         | ταχ o tach = velocidad.                          | |
| Climatología                |         | isoyeta o isohieta            | precipitación                                | ύετος = lluvia                                   | |
| Climatología                |         | Isómera                       | porcentaje de pluviosidad media              |                                                  | Porcentaje de pluviosidad media con respecto a las precipitaciones |
| Climatología                |         | Isonefa                       | Cielo cubierto o nubosidad                   |                                                  | |
| Climatología                |         | Isocría                       | Períodos de heladas                          |                                                  | |
| Climatología                |         | Isocrima                      | Período frío                                 |                                                  | |
| Climatología                |         | Isonifa                       | Cantidad de nieve                            |                                                  | |
| Climatología                |         | Isobrontia                    | Tormentas                                    |                                                  | Línea que une los puntos que registran tormentas en el mismo momento |
| Climatología                |         | Isochalaz                     | Frecuencia de tormentas de granizo.          |                                                  | |
| Climatología                |         | Isopectic                     | Formación de hielo                           |                                                  | Formación de hielo lugar cada invierno. |
| Climatología                |         | Isotac                        | Época de deshielo                            |                                                  | |
| Climatología                |         | Isohelia                      | radiación solar                              | έλιος o helios = sol.                            | |
|                             | Isodosa | intensidad radiación solar    |                                              |                                                  | |
| Magnetismo                  |         | Isógona                       | Declinación magnética                        |                                                  | La línea de declinación magnética cero se denomina línea agónica. |
| Magnetismo                  |         | Isoclinica                    | Inclinación magnética                        |                                                  | |
| Magnetismo                  |         | Isodínama                     | Intensidad magnética                         |                                                  | |
| Magnetismo                  |         | Isópora                       | Variación magnética                          |                                                  | |
| Botánica                    |         | Isofena                       | Floración                                    |                                                  | Igual floración, u otros eventos botánicos, al mismo tiempo. |
| Botánica                    |         | Isofita                       | Crecimiento vegetal estacional               |                                                  | |
| Ciencias ambientales        |         | Isoplatas                     | Lluvia ácida                                 |                                                  | Algunas de las aplicaciones más generalizadas de las isolíneas en las ciencias ambientales, son los mapas cartográficos del ruido ambiental, polución del aire, contaminación del suelo, contaminación térmica y contaminación subterránea. |
| Ciencias sociales           |         | Isoglosa                      | Iguales aspectos lingüísticos                |                                                  | se utiliza en cartografía para mostrar la distribución geográfica de los aspectos lingüísticos, solo cualitativos, no cuantitativos. |
| Ciencias sociales           |         | Isoestadia                    | Fechas significativas                        |                                                  | Iguales fechas significativas |
| Ciencias sociales           |         | Isoiketa                      | Grado de habitabilidad                       |                                                  | |
| Economía                    |         | Isocuanta                     | cantidad de producción                       |                                                  | |
| Economía                    |         | Isocoste                      | Costes de producción                         |                                                  | |
| Transporte                  |         | Isócrona                      | tiempo de desplazamiento                     |                                                  | Lugares situados a una misma distancia en tiempo desde un punto determinado |
| Transporte                  |         | Isótaca                       | Distancia en un determinado tiempo           | ταχ o tach = velocidad                           | |
| Transporte                  |         | Isotim                        | Gastos de transporte                         |                                                  | los gastos de transporte equivalente desde un lugar de origen |
| Transporte                  |         | Isodopán                      | Costo de tiempo de viaje                     |                                                  | En la teoría de localización industrial de Weber, línea que une los puntos en los que el ahorro en los costes de la mano de obra y el aumento de los costes de transporte se igualan |
| Sismología                  |         | Isosísmica                    | Grado de intensidad sísmica                  |                                                  | |
| Hidrogeología               |         | Isopieza                      | Nivel freático                               |                                                  | Línea que conecta en un mapa los puntos con igual nivel piezométrico, en un manto freático o en un acuífero confinado. |

Además de estas isolíneas, en varios tipos de gráficos empleados en termodinámica, ingeniería y otras ciencias usan isobaras (para mostrar presiones constante), isotermas (temperaturas constantes), isochors (para volúmenes específicos constante), u otros tipos de isolíneas (o curvas), aunque estos gráficos no están generalmente relacionadas con mapas. Esas isolíneas son útiles para la representación de más de dos dimensiones (o cantidades) en gráficos bidimensionales. Los ejemplos más habituales en termodinámica son algunos tipos de diagrama de fase.

## Otros fenómenos
- Isochasm: Igualdad de ocurrencia de la aurora polar
- Isófotas: iluminancia

## Algoritmos
- Detección de los bordes de conjuntos de niveles mediante segmentación de imágenes:
  - Método del conjunto de nivel
  - Detector de bordes
- Modelo de borde activo (Active contour model)

## Diseño gráfico
Para maximizar la legibilidad de los mapas de curvas de nivel, hay varias opciones de diseño a disposición del creador del mapa, principalmente el peso de la línea, el color de la línea, el tipo de línea y el método de marcado numérico.
El peso de la línea es simplemente el nivel de oscuridad o  grosor de la línea utilizada.  Esta elección se realiza en función de la forma de contorno menos intrusiva que permita al lector descifrar la información de fondo del propio mapa.  Si hay poco o ningún contenido en el mapa base, las curvas de nivel pueden dibujarse con un grosor relativamente grande.  Además, en muchas formas de curvas de nivel, como los mapas topográficos, es habitual variar el peso y/o el color de la línea, de modo que se produzca una característica de línea diferente para determinados valores numéricos. Por ejemplo, en el mapa topográfico de arriba, las elevaciones de cien pies pares se muestran con un peso diferente al de los intervalos de veinte pies.
El color de la línea es la elección de cualquier número de pigmentos que se adapte a la visualización.  A veces se utiliza un brillo o lustre además del color para diferenciar las curvas de nivel del mapa base.  El color de las líneas puede variar para mostrar otra información.
Tipo de línea se refiere a si la línea de contorno básica es sólida, discontinua, punteada o rota en algún otro patrón para crear el efecto deseado.  Las líneas punteadas o discontinuas suelen utilizarse cuando el mapa base subyacente transmite información muy importante (o difícil de leer).  Los tipos de líneas rotas se utilizan cuando se infiere la ubicación de la línea de contorno.
El marcado numérico es la forma de denotar los valores aritméticos de las curvas de nivel.  Esto puede hacerse colocando números a lo largo de algunas de las curvas de nivel, normalmente utilizando interpolación para las líneas intermedias. También se puede producir una clave de mapa que asocie las curvas de nivel con sus valores.
Si las curvas de nivel no están etiquetadas numéricamente y las líneas adyacentes tienen el mismo estilo (con el mismo peso, color y tipo), entonces la dirección del gradiente no puede determinarse sólo a partir de las curvas de nivel.  Sin embargo, si las líneas de contorno pasan por tres o más estilos, entonces la dirección del gradiente puede determinarse a partir de las líneas.  La orientación de las etiquetas de texto numérico se utiliza a menudo para indicar la dirección de la pendiente.